# 花木義麿
花木 義麿（はなき よしまろ、1942年9月8日 - ）は、日本の技術者、実業家。オークマ代表取締役社長、同社代表取締役会長、日本工作機械工業会会長などを歴任した。

## 人物
愛知県中島郡（現稲沢市）で教員の家に生まれる。愛知学芸大学附属名古屋中学校（現愛知教育大学附属名古屋中学校）、愛知県立旭丘高等学校を経て、1965年、名古屋大学工学部電気工学科卒業。高校・大学ではサッカー部の活動に熱中した。同年、大隈鐵工所（現オークマ）入社。1972年に世界初となるコンピューターによる数値制御装置を開発。
電装事業部長、オークマ アメリカ社長等を経て、2006年、代表取締役社長。2013年、日本工作機械工業会会長。2014年度精密工学会賞受賞。精密工学会フェロー。2019年春の叙勲で旭日中綬章を受章。

## 経歴
- 1965年 - 名古屋大学工学部電気工学科卒業
- 1965年 - 大隈鐵工所（現オークマ）入社
- 1985年 - 電装事業部電装開発部長
- 1995年 - 取締役電装事業部長
- 1999年 - 常務取締役
- 2001年 - オークマ アメリカ 取締役社長
- 2005年 - オークマ アメリカ 取締役会長
- 2006年 - オークマ代表取締役社長
- 2013年 - 日本工作機械工業会会長
- 2015年 - 日本工作機械工業会会長 続投
- 2019年 - オークマ代表取締役会長[9]
- 2021年 - オークマ相談役[5]